# Superstock 1000 FIM Cup 2005
Superstock 1000 FIM Cup 2005 è la settima edizione della Superstock 1000 FIM Cup.
Il campionato piloti è stato vinto dal belga Didier Van Keymeulen su Yamaha YZF-R1 del team Yamaha Motor Germany. Suo principale avversario per tutta la stagione è stato il compagno di squadra Kenan Sofuoğlu giunto a 6 punti da Van Keymeulen.
Vittoria per la Yamaha nella classifica costruttori che, con sei vittorie su dieci prove, sopravanza di 29 punti la più vicina delle concorrenti ossia la giapponese Suzuki.

## Piloti partecipanti
fonte
Tutte le motociclette in competizione sono equipaggiate con pneumatici forniti dalla Pirelli.
| Nº | Pilota               | Squadra                     | Motocicletta       |
| -- | -------------------- | --------------------------- | ------------------ |
| 5  | Riccardo Chiarello   | Alstare Suzuki Corona Extra | Suzuki GSXR1000 K5 |
| 9  | Luca Scassa          | Ormeni Racing               | Yamaha YZF-R1      |
| 11 | Denis Sacchetti      | PSG-1 Corse                 | Kawasaki ZX-10R    |
| 12 | Denny Lannoo         | Zone Rouge                  | Yamaha YZF-R1      |
| 14 | Pierrot Vanstaen     | Association Plein Gaz       | Suzuki GSX 1000R   |
| 16 | Enrique Rocamora     | HP Racing                   | Suzuki GSX 1000R   |
| 21 | Giacomo Romanelli    | PMS Corse                   | Yamaha YZF-R1      |
| 22 | Leroy Verboven       | Herman Verboven Racing      | Suzuki GSX 1000R   |
| 24 | Marko Jerman         | MD Team Jerman              | Suzuki GSX 1000R   |
| 25 | Olivier Depoorter    | Autophone Racing            | Yamaha YZF-R1      |
| 28 | Sepp Vermonden       | Racing Dirk Van Mol         | Suzuki GSX 1000R   |
| 31 | Vittorio Iannuzzo    | Gimotorsport UnionBikeDucci | MV Agusta          |
| 32 | Alex Martínez        | PMS Corse                   | Yamaha YZF-R1      |
| 34 | Jose Manuel Hurtado  | Alapont Competition         | Yamaha YZF-R1      |
| 37 | William De Angelis   | Team Trasimeno              | Yamaha YZF-R1      |
| 40 | Hervé Gantner        | Badan Yamaha                | Yamaha YZF-R1      |
| 41 | Craig Coxhell        | EMS Racing                  | Suzuki GSX 1000R   |
| 44 | Roberto Lunadei      | 44 Racing                   | Yamaha YZF-R1      |
| 45 | Gianluca Rapicavoli  | Fucile Racing               | Suzuki GSX 1000R   |
| 45 | Gianluca Rapicavoli  | Gimotorsport UnionBikeDucci | MV Agusta          |
| 46 | Guillaume Dietrich   | Suzuki LMS                  | Suzuki GSX 1000R   |
| 47 | Richard Cooper       | MS Akuna Racing             | Honda CBR1000RR    |
| 48 | Fabrizio De Marco    | Gimotorsport UnionBikeDucci | MV Agusta          |
| 49 | Simone Saltarelli    | 44 Racing                   | Yamaha YZF-R1      |
| 50 | Stefan Nebel         | Yamaha Motor Germany        | Yamaha YZF-R1      |
| 51 | Jan Roar Ims         | IMS Racing                  | Yamaha YZF-R1      |
| 53 | Alessandro Polita    | Celani - Suzuki Italia      | Suzuki GSX 1000R   |
| 54 | Kenan Sofuoğlu       | Yamaha Motor Germany        | Yamaha YZF-R1      |
| 55 | Massimo Roccoli      | Italia Lorenzini by Leoni   | Yamaha YZF-R1      |
| 57 | Ilario Dionisi       | Celani - Suzuki Italia      | Suzuki GSX 1000R   |
| 60 | Julián Mazuecos      | PL Motoracing               | Yamaha YZF-R1      |
| 63 | Ollie Bridewell      | Vivaldi Racing              | Kawasaki ZX-10R    |
| 64 | Guy Sanders          | James Jackson Racing        | Kawasaki ZX-10R    |
| 65 | Ron Van Steenbergen  | Suzuki Nederland            | Suzuki GSX 1000R   |
| 66 | Rafael Sinke         | Rafael Racing               | Yamaha YZF-R1      |
| 67 | Allard Kerkhoven     | Racing Dirk Van Mol         | Suzuki GSX 1000R   |
| 68 | Daniele Vaghi        | EVR Corse Biassono Racing   | MV Agusta          |
| 68 | Daniele Vaghi        | EVR Corse Biassono Racing   | Suzuki GSX 1000R   |
| 69 | Didier Van Keymeulen | Yamaha Motor Germany        | Yamaha YZF-R1      |
| 70 | Enrico Pasini        | Boselli Racing              | Suzuki GSX 1000R   |
| 71 | Petter Solli         | Solli Racing                | Yamaha YZF-R1      |
| 72 | Cedric Tangre        | Yohann Motorsport           | Suzuki GSX 1000R   |
| 73 | Martin Choy          | Prista Oil Racing           | Suzuki GSX 1000R   |
| 74 | Bartłomiej Wiczyński | Suzuki Grandis Duo Racing   | Suzuki GSX 1000R   |
| 77 | Nicolas Saelens      | Racing Dirk Van Mol         | Suzuki GSX 1000R   |
| 82 | Yann Gyger           | Team Tyger                  | Suzuki GSX 1000R   |
| 84 | Mattia Angeloni      | Gimotorsport UnionBikeDucci | MV Agusta          |
| 86 | Ayrton Badovini      | EVR Corse Biassono Racing   | MV Agusta          |
| 88 | Victor Cox           | Beowulf Motorsport.com      | Suzuki GSX 1000R   |
| 89 | John Laverty         | Beowulf Motorsport.com      | Suzuki GSX 1000R   |
| 90 | Freddy Foray         | Foray Racing                | Yamaha YZF-R1      |
| 91 | Laurry Fremy         | Bikers Days Acropolis       | Yamaha YZF-R1      |
| 99 | Jose Lombardo        | Electrolombar               | Suzuki GSX 1000R   |

| Legenda            |
| ------------------ |
| Pilota wildcard    |
| Pilota sostitutivo |

## Calendario
| N° | Data         | Gran Premio | Circuito     | Pole Position        | Vincitore Gara       | Leader del campionato | Resoconto |
| -- | ------------ | ----------- | ------------ | -------------------- | -------------------- | --------------------- | --------- |
| 1  | 24 aprile    | Spagna      | Valencia     | Didier Van Keymeulen | Kenan Sofuoğlu       | Kenan Sofuoğlu        | Resoconto |
| 2  | 8 maggio     | Italia      | Monza        | Massimo Roccoli      | Kenan Sofuoğlu       | Kenan Sofuoğlu        | Resoconto |
| 3  | 29 maggio    | Europa      | Silverstone  | Massimo Roccoli      | Massimo Roccoli      | Kenan Sofuoğlu        | Resoconto |
| 4  | 26 giugno    | San Marino  | Misano       | Didier Van Keymeulen | Riccardo Chiarello   | Massimo Roccoli       | Resoconto |
| 5  | 17 luglio    | Rep. Ceca   | Brno         | Didier Van Keymeulen | Craig Coxhell        | Massimo Roccoli       | Resoconto |
| 6  | 7 agosto     | Regno Unito | Brands Hatch | Kenan Sofuoğlu       | Kenan Sofuoğlu       | Kenan Sofuoğlu        | Resoconto |
| 7  | 4 settembre  | Paesi Bassi | Assen        | Kenan Sofuoğlu       | Alessandro Polita    | Kenan Sofuoğlu        | Resoconto |
| 8  | 11 settembre | Germania    | Lausitzring  | Kenan Sofuoğlu       | Didier Van Keymeulen | Kenan Sofuoğlu        | Resoconto |
| 9  | 2 ottobre    | Italia      | Imola        | Kenan Sofuoğlu       | Riccardo Chiarello   | Didier Van Keymeulen  | Resoconto |
| 10 | 9 ottobre    | Francia     | Magny-Cours  | Stefan Nebel         | Didier Van Keymeulen | Didier Van Keymeulen  | Resoconto |

## Classifiche

### Classifica Piloti[1]
| Pos. | Pilota               | Moto               |     |     |     |     |     |     |     |     |     |     | P.ti |
| ---- | -------------------- | ------------------ | --- | --- | --- | --- | --- | --- | --- | --- | --- | --- | ---- |
| 1    | Didier Van Keymeulen | Yamaha             | 2   | 5   | 4   | 2   | 4   | 11  | 2   | 1   | 5   | 1   | 163  |
| 2    | Kenan Sofuoğlu       | Yamaha             | 1   | 1   | 3   |     | 2   | 1   | 3   | 6   | Rit | 2   | 157  |
| 3    | Craig Coxhell        | Suzuki             | 5   | 3   | 2   | 6   | 1   | 5   | 11  | 5   | 3   | Rit | 125  |
| 4    | Alessandro Polita    | Suzuki             | Rit | 7   | 10  | 5   | 6   | 3   | 1   | 4   | 2   | 5   | 121  |
| 5    | Massimo Roccoli      | Yamaha             | 3   | 2   | 1   | 4   | 3   | Rit | 4   | Rit | 9   | 7   | 119  |
| 6    | Riccardo Chiarello   | Suzuki             | Rit | 4   | Rit | 1   | 7   | 4   | 10  | 3   | 1   | 10  | 113  |
| 7    | Luca Scassa          | Yamaha             | 21  | Rit | 8   | 7   | 15  | 2   | Rit | 2   | 6   | 6   | 78   |
| 8    | Ilario Dionisi       | Suzuki             | 7   | 13  | NP  | 9   | 8   | 8   | 7   | 20  | 4   | 4   | 70   |
| 9    | William De Angelis   | Yamaha             | 4   | Rit | 5   | 8   | 11  | Rit | 9   | 10  | 19  | 9   | 57   |
| 10   | Alex Martinez        | Yamaha             | 22  | 6   | 7   | 10  | 13  | 6   | 8   | Rit | 10  | 13  | 55   |
| 11   | Enrique Rocamora     | Suzuki             | Rit | 24  | 6   | Rit | 9   | 9   | 6   | 7   | Rit | 8   | 51   |
| 12   | Ayrton Badovini      | MV Agusta          | 9   | Rit | 16  | 12  | 12  | 7   | 5   | 8   | 14  | Rit | 45   |
| 13   | Richard Cooper       | Honda              | 10  | 9   | Rit | 14  | 10  | 13  | 15  | 9   | 8   | 14  | 42   |
| 14   | Vittorio Iannuzzo    | MV Agusta          | Rit | 11  | 9   | 3   | 14  | Rit | 16  | Rit | NP  | NP  | 30   |
| 15   | Denis Sacchetti      | Kawasaki           | 12  | 8   | 11  | 11  |     | 19  | Rit | 17  | 16  | 15  | 23   |
| 16   | Julián Mazuecos      | Yamaha             | 13  |     | NP  | Rit |     | 14  | NQ  | 11  | 7   |     | 19   |
| 17   | Petter Solli         | Yamaha             | 15  | 18  | NP  | Rit | 5   | 18  | Rit | 14  | Rit | 12  | 18   |
| 18   | Fabrizio De Marco    | MV Agusta          | 6   | 12  | 12  | Rit |     | 25  |     |     |     |     | 18   |
| 19   | Hervé Gantner        | Yamaha             | 8   | Rit | 13  | 13  | 16  | Rit | 23  | 13  | 26  | Rit | 17   |
| 20   | Stefan Nebel         | Yamaha             |     |     |     | NP  |     |     |     |     |     | 3   | 16   |
| 21   | John Laverty         | Suzuki             |     |     |     |     |     | 12  | Rit | Rit | 13  | 11  | 12   |
| 22   | Sepp Vermonden       | Suzuki             | 14  | 10  | Rit | Rit | 19  | 20  | 13  | 21  | 17  | 16  | 11   |
| 23   | Ollie Bridewell      | Kawasaki           |     |     |     |     |     | 10  |     |     |     |     | 6    |
| 24   | Roberto Lunadei      | Yamaha             |     |     |     | Rit |     |     |     |     | 11  |     | 5    |
| 25   | Pierrot Vanstaen     | Suzuki             | 11  |     |     | 18  | 24  | 21  | 22  | Rit | 20  | 19  | 5    |
| 26   | Giacomo Romanelli    | Yamaha             |     | 15  | 22  | NP  | 22  | 22  | 18  | Rit | 12  | NQ  | 5    |
| 27   | Marko Jerman         | Suzuki             | 18  | 14  | 15  | 15  | 17  | Rit | 19  | 15  | 18  | 18  | 5    |
| 28   | Enrico Pasini        | Suzuki             |     |     |     |     |     |     |     | 12  | 21  |     | 4    |
| 29   | Ron Van Steenbergen  | Suzuki             |     |     |     |     |     |     | 12  |     |     |     | 4    |
| 30   | Nicolas Saelens      | Suzuki             | 19  | 16  | 18  | Rit | Rit | 17  | 14  |     |     |     | 2    |
| 31   | Victor Cox           | Suzuki             | 17  | 17  | 14  | 17  | 23  | 16  |     |     |     |     | 2    |
| 32   | Gianluca Rapicavoli  | Suzuki e MV Agusta |     |     |     | Rit |     |     |     |     | 15  |     | 1    |
| 33   | Guy Sanders          | Kawasaki           |     |     |     |     |     | 15  |     |     |     |     | 1    |
| Pos. | Pilota               | Moto               |     |     |     |     |     |     |     |     |     |     | P.ti |

| Legenda | 1º posto        | 2º posto            | 3º posto           | A punti      | Senza punti        | Grassetto – Pole position Corsivo – Giro più veloce |
| Legenda | Gara non valida | Non qual./Non part. | Ritirato/Non class | Squalificato | '-' Dato non disp. | Grassetto – Pole position Corsivo – Giro più veloce |

### Sistema di punteggio
| Pos.  | 1  | 2  | 3  | 4  | 5  | 6  | 7 | 8 | 9 | 10 | 11 | 12 | 13 | 14 | 15 | 16> |
| Punti | 25 | 20 | 16 | 13 | 11 | 10 | 9 | 8 | 7 | 6  | 5  | 4  | 3  | 2  | 1  | 0   |

### Costruttori[2]
| Pos. | Costruttore |    |    |     |    |    |    |     |    |    |    | P.ti |
| ---- | ----------- | -- | -- | --- | -- | -- | -- | --- | -- | -- | -- | ---- |
| 1    | Yamaha      | 1  | 1  | 1   | 2  | 2  | 1  | 2   | 1  | 5  | 1  | 221  |
| 2    | Suzuki      | 5  | 3  | 2   | 1  | 1  | 3  | 1   | 3  | 1  | 4  | 192  |
| 3    | MV Agusta   | 6  | 11 | 9   | 3  | 12 | 7  | 5   | 8  | 14 | 22 | 72   |
| 4    | Honda       | 10 | 9  | Rit | 14 | 10 | 13 | 15  | 9  | 8  | 14 | 42   |
| 5    | Kawasaki    | 12 | 8  | 11  | 11 |    | 10 | Rit | 17 | 16 | 15 | 29   |